# Tomoxioda
Tomoxioda là một chi bọ cánh cứng trong họ Mordellidae.
Chi này được miêu tả khoa học năm 1950 bởi Ermisch.

## Các loài
Chi này gồm các loài:
- Tomoxioda aterrima (McLeay, 1872)
- Tomoxioda auropubescens Ermisch, 1950